# Сусальный ангел

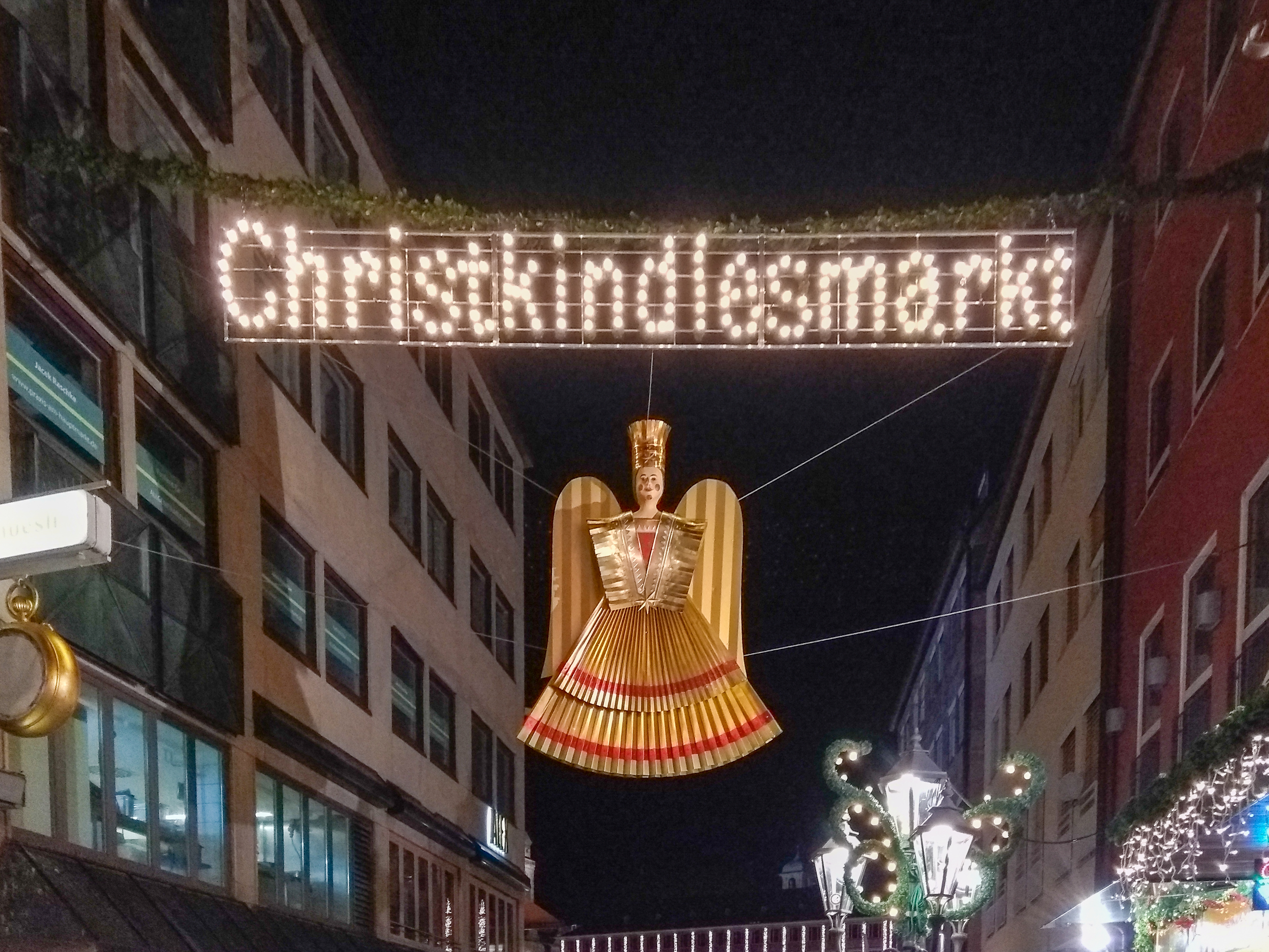
Сусальный ангел — символ Нюрнбергского рождественского базара

Сусальный ангел (ра́ушгольдэнгель, нем. Rauschgoldengel) — декоративное изделие из тонкой листовой латуни, традиционный сувенир на Нюрнбергском рождественском базаре. Представляет собой куколку-ангела с распростёртыми крыльями в одеянии в фартуке поверх одеяния в складку. По легенде, первого сусального ангела смастерил нюрнбергский кукольник Мельхиор Хаузер для больной дочери, рассказавшей ему о своих видениях. В одноимённом стихотворении А. А. Блока сусальный ангел, хотя и немецкий, но был сделан из воска и поэтому растаял в тепле.